# Джулио Романо
Джулио Романо (на италиански: Giulio Romano, Giulio Pippi, Giulio di Pietro Gianuzzi), също Джулио Пипи, роден Джулио ди Пиетро Джиануци, е италиански художник, архитект и скулптор от периода на Маниеризма.

## Биография
Роден е през 1499 година в Рим, Италия. Учи и работи при Рафаел в Рим и е доказан там за пръв път в документ през 1515 г. Той рисува заедно с Рафаел фрески във Ватикана.
Херцог Федерико II Гонзага го извиква през 1524 г. в Мантуа и го прави директор. Там Романо строи като архитект за 18 месеца „Палацо дел Те“ и го изрисува. От 1545 г. той прави план за катедралата в Мантуа.
Джулио Романо умира на 1 ноември 1546 година в Мантуа, когато е определен за новия архитект на базиликата „Свети Петър“ в Рим.

## Произведения
- Танц на Аполон с музите (фреска)
- Медальон на Джулио Романо
- Палацо дел Те
- Падането на гигантите (фреска в Палацо дел Те)
- Палацо дел Те